# Hugh Beaver
Sir Hugh Eyre Campbell Beaver, KEB (4 de maio de 1890 - 16 de janeiro de 1967) foi um engenheiro civil, industrial e burocrata inglês-sul-africano, que fundou o Guinness World Records (então conhecido como Guinness Book of Records). Foi Diretor-Geral do Ministério das Obras e diretor-geral da Cervejaria Guinness.

## Biografia
Beaver nasceu em 4 de maio de 1890 em Joanesburgo, África do Sul. Ele foi educado no Wellington College, Berkshire.
Beaver passou dois anos na polícia indiana a partir de 1910 e retornou à Inglaterra em 1921, ingressando na empresa de engenharia civil Sir Alexander Gibb & Partners, como assistente pessoal de Sir Alexander Gibb. A pedido do primeiro-ministro canadense, R. B. Bennett, ele liderou uma missão ao Canadá desenvolvendo portos canadenses. Ele dirigiu a reconstrução do porto de Saint John em New Brunswick depois de ter sido destruído por um incêndio em 1931. Tornou-se então sócio da Sir Alexander Gibb & Partners e concentrou-se na construção de fábricas e na reindustrialização de áreas deprimidas no Reino Unido.
Durante a Segunda Guerra Mundial foi Diretor-Geral do recém-formado Ministério das Obras e foi responsável por todo o programa de obras durante a guerra.
Beaver foi nomeado cavaleiro em 1943. Após a guerra, ele foi membro do Comitê de Cidades Novas.

### No Guinness
Ele ingressou na Arthur Guinness Son & Co. (Cervejaria Guinness) em 1945 como diretor administrativo assistente. Ele foi nomeado diretor administrativo em novembro de 1946. A cervejaria foi modernizada e os interesses da empresa foram ampliados sob sua direção.
Em 10 de Novembro de 1951 Beaver, participou numa caçada e acabou envolvendo-se numa discussão: qual seria a ave de caça mais veloz da Europa — a tarambola ou o tetraz. Foi assim que se deu conta que um livro que fornecesse respostas para este tipo de perguntas talvez fizesse sucesso.

### Trabalho com poluição do ar e vida posterior
Após a Grande Névoa de 1952, ele foi nomeado presidente do Comitê de Poluição do Ar, conhecido como Comitê Beaver, que investigava o grave problema de poluição do ar em Londres. Em 1954, o comité apresentou resultados que levaram a medidas eficazes, em parte devido a uma mudança na opinião pública.
Foi presidente do Comitê de Construção de Centrais Elétricas entre 1952-1953, presidente do British Institute of Management entre 1951-1954, presidente do Conselho Consultivo do Departamento de Pesquisa Científica e Industrial entre 1954-1956 e presidente da Federação das Indústrias Britânicas em 1957. Ele também foi Diretor da Colonial Development Corporation.
Beaver foi nomeado Cavaleiro Comandante da Ordem do Império Britânico em 1956.
Ele foi presidente da Royal Statistical Society entre 1959-1960.

Beaver morreu de insuficiência cardíaca em Londres em 16 de janeiro de 1967.